# Cecilia Todesca
Cecilia Todesca Bocco (Buenos Aires, 8 de mayo de 1971) es una economista argentina que se desempeñó como vicejefa de Gabinete de Ministros de la Nación Argentina desde el 10 de diciembre de 2019 hasta el 20 de septiembre de 2021 y, desde octubre de 2021 hasta el 10 de diciembre de 2023, ocupó el cargo de secretaria de Relaciones Económicas Internacionales durante la etapa del canciller Santiago Cafiero.

## Biografía

### Comienzos
Su padre fue el sociólogo Luis Bocco, quien militó en montoneros y murió en la masacre del Río Luján en 1975. Su madre, Alicia, formó una pareja con Jorge Todesca, entonces dirigente de la Juventud Peronista que luego desarrolló una larga trayectoria política. Jorge Todesca adoptó a Cecilia y a su hermano, Fernando.
Cecilia Todesca se graduó como licenciada en Economía de la Universidad de Buenos Aires y Mágister en Administración Pública de la Universidad de Columbia de Nueva York. Trabajó junto a Mercedes Marcó del Pont, primero en la Fundación de Investigaciones para el Desarrollo (FIDE) y luego en el Banco Central.
Todesca participó de la fundación del Grupo Callao, el think tank liderado por Alberto Fernández. Tras ganar las elecciones presidenciales de 2019, Fernández designó a Todesca como vicejefa de Gabinete, secundando a Santiago Cafiero.
Ocupó el cargo de Senior Advisor por la Argentina en la silla del Cono Sur en el Fondo Monetario Internacional (Washington D. C., EE. UU., 2004 - 2006) y trabajó en el Departamento de Análisis de Riesgo Soberano de la agencia calificadora de riesgo Standard & Poor’s (New York, EE. UU.).

### Gobierno Fernández
Durante la gestión de Santiago Cafiero como Jefe de Gabinete de Ministros de la Nación se desempeñó como Secretaria de Evaluación Presupuestaria, Inversión Pública y Participación Público Privada (Vicejefa de Gabinete), desde donde coordinó el gabinete económico y trabajó en la formulación y ejecución del Presupuesto Nacional.
En octubre de 2021 asumió como Secretaría de Relaciones Económicas Internacionales del Ministerio de Relaciones Exteriores. Desde ese lugar, formula las estrategias y cursos de acción a seguir en las negociaciones económicas y comerciales bilaterales y multilaterales con otras naciones y con los organismos económicos y comerciales internacionales, regionales y subregionales y, en particular, con el Mercosur. Es además responsable por la formulación y conducción de los aspectos políticos económicos internacionales de los procesos de integración de los que participa la República Argentina y de los órganos comunitarios surgidos de dichos procesos.
El 11 de noviembre de 2022 fue designada por el presidente argentino, Alberto Fernández, para ser la candidata de la Argentina a la presidencia del Banco Interamericano de Desarrollo (BID). Al poco tiempo, se retiró su candidatura para apoyar a Ilhan Godlfjan, el candidato de Brasil.

## Vida privada
Está en pareja con el economista Martín Abeles con quien tiene dos hijos.